# Result Set
Un ResultSet, o conjunto de resultados, contiene los resultados de una consulta SQL, por lo que es un conjunto de filas obtenidas desde una base de datos, así como Metadatos sobre la consulta y los tamaños de cada columna.

## Definición
Un ResultSet contiene todas las filas que satisfacen las condiciones de una sentencia SQL y proporciona el acceso a los datos de estas filas mediante un conjunto de métodos get que permiten el acceso a las diferentes columnas de la filas. El método ResultSet.next se usa para moverse a la siguiente fila del result set, convirtiendo a ésta en la fila actual. Simplificando, un Result Set es una tabla, pero no hay garantía de que los datos lleguen en orden, por lo que se puede usar la sentencia ORDER BY para asignar un determinado orden establecido en las filas del ResultSet.

## Ejemplo en código Java
Se añade un ejemplo para obtener un Result Set en Java (lenguaje de programación)
```
import java.sql.*;

/**
ResultSetExample.java
**/
PreparedStatement stmt = null;
ResultSet rs = null;

stmt = con.prepareStatement("SELECT * FROM personas");
rs = stmt.executeQuery();

while(rs.next()) {
   for (int x=1;x<=rs.getMetaData().getColumnCount();x++)
     System.out.print(rs.getString(x)+ "\t");
   
   System.out.println("");
}

```